# The Immortal Hour
 (février 2024).
Si vous disposez d'ouvrages ou d'articles de référence ou si vous connaissez des sites web de qualité traitant du thème abordé ici, merci de compléter l'article en donnant les références utiles à sa vérifiabilité et en les liant à la section « Notes et références ».
The Immortal Hour est un opéra du compositeur anglais Rutland Boughton. Boughton a adapté son propre livret de la pièce du même nom de Fiona MacLeod, pseudonyme de l'écrivain William Sharp .
The Immortal Hour est un opéra féérique, avec une ambiance et un thème similaire à Rusalka de Dvořák et à La Flûte enchantée de Mozart. Les esprits magiques de la nature jouent des rôles importants dans le scénario. Les fées ne sont pas des lutins espiègles et enfantins, mais sont fières et puissantes : des demi-dieux immortels qui sont redoutés par les mortels et qui peuvent interférer avec la vie des hommes. Par ailleurs, la progression d'Etain dans le royaume mortel et sa poursuite et sa rédemption par Midir ont des similitudes avec la légende d'Orphée et d'Eurydice .

## Historique des performances
The Immortal Hour a été jouée pour la première fois à Glastonbury le 26 août 1914, lors du premier festival de Glastonbury que Boughton a cofondé. Boughton lui-même a chanté Dalua, remplaçant un chanteur tombé malade. En 1921, Penelope Spencer a été engagée par Boughton pour mettre en scène des danses et des chœurs pour le Festival de Glastonbury, et il en a intégré certaines à son opéra.
À Londres l'opéra a eu 216 représentations consécutives, en 1922, et 160 autres représentations l'année suivante, et a été mis en scène à New York en 1926. Il a été remonté au Sadler's Wells Theatre de Londres en 1953.
Le premier enregistrement de l'œuvre complète, parrainé par The Rutland Boughton Trust, a eu lieu en 1983 et a été publié l'année suivante par Hyperion Records (CDD22040).

## Réception
Ethel Smyth en 1922 a déclaré : « The Immortal Hour m'enchante. L'ensemble de l'œuvre m'a saisie ». En 1924, Sir Edward Elgar a décrit l'opéra comme « une œuvre de génie ».
S'exprimant en 1949, Sir Arthur Bliss a déclaré : « Je me souviens très bien de la façon dont Boughton a fait vivre ses personnages et de l'effet magistral de l'écriture chorale ». La même année, Ralph Vaughan Williams était d'avis que « dans tout autre pays, une œuvre comme The Immortal Hour aurait été dans le répertoire il y a des années ».

## Rôles
| Rôles                                                        | Type de voix  | Première distribution (26 août 1914) (chef d'orchestre: Charles Kennedy Scott) |
| ------------------------------------------------------------ | ------------- | ------------------------------------------------------------------------------ |
| Eochaidh, le roi héroïque                                    | baryton       | Frederic Austin                                                                |
| Etain, la princesse fée qui est éternellement juste et jeune | soprano       | Irene Lemon                                                                    |
| Dalua, le seigneur de l'ombre                                | basse         | Rutland Boughton                                                               |
| Midir, l'éternel amant d'Etain                               | ténor         | Arthur Jordan                                                                  |
| Manus, un paysan                                             | basse         | Neville Strutt                                                                 |
| Maive, la femme de Manus                                     | mezzo-soprano | Agnes Thomas                                                                   |
| Voix de l'esprit                                             | mezzo-soprano | Muriel Boughton                                                                |
| Vieux barde                                                  | basse         | Arthur Trowbridge                                                              |

## Synopsis

### Acte 1
Dalua, le seigneur de l'ombre, est dans un bois sombre et mystérieux. Il est connu sous le nom d'Amadan-Dhu, le fou féerique, le ténébreux, et est un agent de pouvoirs invisibles et fatidiques, dont le toucher apporte la folie et la mort aux mortels. Il y est venu sous une certaine contrainte, à la suite de visions, mais ne sait pas dans quel but. Il est moqué par des esprits invisibles des bois, qui le reconnaissent comme un paria, redouté même par les dieux eux-mêmes. Il riposte qu'il est l'instrument de pouvoirs au-delà même des dieux, et demande aux voix de se taire. La voix d'une femme se fait entendre et Etain entre dans la clairière, l'air déconcerté et chantant de l'endroit merveilleux d'où elle vient, où la mort n'est qu'une "ombre flottante" et où le peuple féérique (le Shee) tient la cour. Elle décide de rentrer mais est trompée par Dalua. Alors qu'il la touche avec une ombre, elle oublie d'où elle vient. Dalua se rend compte que la raison de leur rencontre est maintenant claire pour lui : un roi mortel a cherché l'amour immortel et est conduit vers eux sous une contrainte similaire à la leur. Il ordonne à Etain de partir et attend le roi. Eochaidh, qui est le haut roi d'Eiré, entre et est accueilli par Dalua. Dalua lui montre des visions de la légendaire fontaine de beauté que le roi a poursuivi en rêve. Des voix spirituelles avertissent Eochaidh de retourner auprès de son peuple, mais il est sous le charme de Dalua et le suit aveuglément dans le bois.
Dans une hutte, le paysan Manus et sa femme Maive sont assis avec Etain, à l'abri d'une nuit orageuse. Un étranger (Dalua) leur a donné de l'or pour l'hébergement d'Etain et pour leur silence. Ils sont nerveux non seulement à cause de la tempête, mais par peur du peuple féérique, dont ils évitent de parler. Quand Eochaidh apparaît et demande un abri, ils sont terrifiés, d'autant plus qu'il est sorti dans la tempête mais qu'il n'est même pas trempé. Il leur assure qu'il est mortel comme eux, mais voit Etain et oublie tout le reste. Etain et Eochaidh chantent un duo d'amour, interrompu par un rire moqueur de l'extérieur. Tandis qu'ils s'assoient ensemble, on entend les voix des fées qui chantent (l'air "How beautiful they are").

### Acte 2
Une année s'est écoulée dans la cour d'Eochaidh, et il a convoqué une célébration pour l'anniversaire de sa conquête d'Etain. Druides, jeunes filles, bardes et guerriers chantent et lèvent des toasts au couple royal. Au milieu de cela, Etain annonce qu'elle est lasse et a été troublée par d'étranges rêves. Elle leur souhaite une bonne nuit. Eochaidh admet que lui aussi a eu des rêves troublants, dans lesquels il a vu les fées marcher, belles, puissantes et effrayantes. Il la supplie de ne pas y aller mais elle insiste. Dès qu'elle s'est retirée dans sa chambre, un étranger apparaît à la porte : c'est Midir, l'amant immortel d'Etain, déguisé en harpiste. Il est accueilli avec méfiance par Eochaidh, qui est contrarié lorsque l'étranger ne donne pas son nom. Midir demande une faveur au roi, qui lui accorde. Il est mécontent quand il apprend que c'est pour embrasser la main de la reine et lui faire une sérénade avec une chanson, mais sa parole a été donnée donc Etain est réveillée. Midir chante la chanson entendue à la fin de l'acte I. Etain, éveillé à ses origines immortelles, part avec Midir. Seul le roi au cœur brisé reste, et alors qu'il implore ses rêves, Dalua intervient et le touche sans bruit. Il s'effondre, mort.

## Sources
- Banfield, Stephen (1992), 'Immortal Hour, The' in The New Grove Dictionary of Opera, ed. Stanley Sadie (London)  (ISBN 0-333-73432-7)
- Warrack, John and West, Ewan (1992), The Oxford Dictionary of Opera, 782 pages,   (ISBN 0-19-869164-5)